# The Volebeats
The Volebeats è un gruppo musicale alternative country statunitense formato nella seconda metà degli anni ottanta a Detroit.

## Storia
Si compone originariamente dei fratelli Jeff e Al Oakes, Matthew Smith e Terry Rohm. Nato come combo acustico, al gruppo si aggiungono altri musicisti ed inizia l'attività musicale suonando per le strade di Detroit. In seguito subentra nel gruppo il chitarrista Bob McCreedy, vecchio compagno di Jeff Oakes nei Flames. Il debutto avviene nel 1989 con l'album Ain't No Joke per la Relapse Records, amalgama di folk, country con piglio rock and roll.
Il secondo album, Up North, esce solo nel 1994 per la Safe House. Il gruppo ottiene i primi apprezzamenti dalla critica, il cantautore Ryan Adams ne parlò come il miglior gruppo americano. Nel 1996 avviene una cambio di formazione, entrano nel gruppo Scott Michalski e Russell Ledford. Nel 1997 esce il terzo album The Sky and the Ocean, distribuito anche in Europa dalla tedesca Blue Rose Records mentre nel 1999 esce il quarto lavoro, il disco sperimentale Solitude dove brani cantati si alternano a brani strumentali.
Mosquito Spiral del 2000 è più orientato alla psichedelia degli album precedenti.
Dopo Country Favorites del 2003 esce dal gruppo Bob McCreedy che viene sostituito da John Nash. McCreedy prosegue per una carriera solista. Matthew Smith affianca la presenza con il gruppo a quella con gli Outrageous Cherry.
Nel 2010 pubblicano l'album omonimo, maggiormente legato alla tradizione country rock e registrato su un 8 piste in analogico.

## Formazione
- Jeff Oakes (chitarra, voce)
- Russ Ledford (basso)
- John Nash
- Scott Michalski (batteria)
- Matthew Smith (chitarra, voce)[9]

## Discografia
- 1989 - Ain't No Joke (Gadfly Records)
- 1994 - Up North (Safe House)
- 1997 - The Sky and the Ocean (Safe House)
- 1999 - Solitude (Safe House)
- 2000 - Mosquito Spiral (Blue Rose Records/Third Gear)
- 2003 - Country Favorites (Turquoise Mountain)
- 2005 - Like Her (Turquoise Mountain)
- 2010 - The Volebeats (Rainbow Quartz)
- 2022 - Lonesome Galaxy (Mad Bunny Records)